# Дёгтев, Денис Вячеславович
Дени́с Вячесла́вович Дёгтев (род. 4 февраля 1988, Шебекино, Белгородская область, СССР) — российский футболист, нападающий «Салюта».

## Карьера

### Клубная
Воспитанник шебекинского футбола. В 1998—2008 годах занимался в СШ «Интермодуль» Старый Оскол, в 2009 году — в клубе «Нежеголь». Профессиональную карьеру начал в 2010 году в клубе «Металлург-Оскол». В 2012 году пополнил ряды «Салюта». В 2014 году защищал цвета клубов «Орёл», «Выбор-Курбатово» и СКЧФ. В 2015 году перешёл в «Энергомаш». В июле 2018 года подписал контракт с московским «Торпедо». Летом 2019 года вернулся в «Салют».

### Административная
В 2013 году был спортивным директором «Салюта». С 2014 года — начальник команды белгородского клуба.

## Достижения
- Победитель зоны «Центр» Второго дивизиона (2): 2011/12, 2018/19
- Серебряный призёр зоны «Центр» Второго дивизиона (2): 2015/16, 2017/18
- Бронзовый призёр зоны «Центр» Второго дивизиона: 2010

## Личная жизнь
В 2010 году женился на Инессе. В 2013 году родился сын Тимофей, в 2016 году — Степан.